# Giuseppe Mortarotti
Giuseppe Mortarotti (Valduggia, 23 ottobre 1903 – Torino, 18 luglio 1973) è stato un calciatore italiano, di ruolo difensore.

## Carriera
Cresciuto in società piemontesi militanti in categorie inferiori quali F.C. Pastore, nella stagione 1924-1925 passa in forza all'U.R.S. La Chivasso, disputando per due stagioni il campionato di Terza Divisione, classificandosi al 3º posto nella sua prima stagione ed al 4º posto nella stagione successiva, nelle stagioni 1925-1926 e 1926-1927 difende i colori del Chieri, passa alla Juventus nella stagione 1927-1928, con cui debutta nel massimo campionato italiano.
Dopo tre stagioni, in cui scende in campo complessivamente 6 volte, viene acquistato dall'Atalanta, con cui disputa un'annata in Serie B, concludendo poi la carriera in Prima Divisione, prima al Montevarchi e poi al Cosenza.